# 燈具升降器
燈具升降裝置又称燈具升降器（英語：lighting lifter），是將位於高處不易點燈或更換的燈具，運用機械原理，使燈具下降於地面，讓人員方便施工的機構。

## 發展
以前中世紀還在使用蠟燭為主要照明的時代，在大型建築如城堡、宮廷、教堂等地方使用。可以說這個概念甚至比電燈的發明還要早。當時使用鐵或木頭等材料所製造的燭台稱為枝形吊燈，利用麻繩從地面將燈台拉升至高處固定。
工業革命之後歐美國家的室內建築，由於天花板有隔間設計，因此一些水晶燈具則改使用手搖式絞盤配合滑輪來使用，且拉繩也改成鋼鑬或鐵鍊。
近代工業發展，很多大型工廠建立。而照明的發展也因為需求而進步，因此有了適用於大區域照明的大瓦數燈具如水銀燈、鈉燈、複金屬燈等的出現。而因為這些燈具使用壽命短，加上工廠作業需求而使用時間長，因此日本的 Panasonic 生產了可用於廠房的燈具升降器。此種升降器結合了馬達、絞盤、及簡單的電子線控，使得更換燈泡或燈具更為簡單。
現代，新式的照明LED及無極燈在亮度、耗電量、色溫控制或顯色性上都長足的進步。尤期在壽命上，更是相較於傳統燈具好幾倍，因此Panasonic將燈具升降器停產。但在其它國家如韓國、中國大陸及台灣也有新發展和生產天井燈或水晶燈用的燈具升降器，而且體積更小、還能使用遙控。而美國也有一家是生產只能安裝在有天花板隔間的水晶燈用升降器。
韓國的Reel Tech Korea燈具升降器產品線應該是目前最為全面的，其豐富的功能、優良的設計，使得它在世界上的知名度頗高，當然同時也反應在它的售價。中國大陸生產的燈具升降器種類多，不同生產商之間使用的模具幾乎相同，因此要找到品質和售後的生產商很重要。而台灣的唯鎂燈飾，針對台灣市場普遍廠房的高度和用燈習性，自行研發設計生產的燈具升降器也會後續推廣上市。

## 优点
早期使用是為了方便。而現代的需求除了方便外，還可以省時、省力、省成本及最重要的安全。